# 한스 코논 폰 데어 가벨렌츠

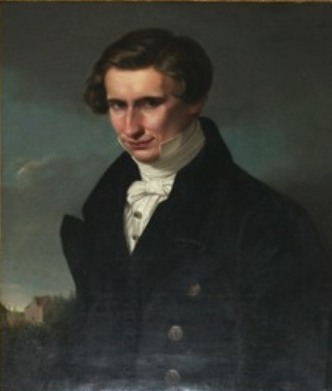
한스 코논 폰 데어 가벨렌츠

한스 코논 폰 데어 가벨렌츠(독일어: Hans Conon von der Gabelentz, 1807년 10월 13일 ~ 1874년 9월 3일)는 독일의 언어학자이자 민족학자이다. 특히 만주어 및 우랄알타이어족의 여러 언어에 대한 정통한 연구와 저서로 잘 알려져있으며, 아들인 게오르크 폰 데어 가벨렌츠 또한 저명한 중국학자이다.

## 생애
알텐부르크 출신이며, 라이프치히 대학교와 괴팅겐 대학교에서 경제학 및 법학, 동양 언어에 대해 배웠다. 이후 1830년 작센알텐부르크 공국의 공무원으로 일했으며, 1831년 지방 의회의 의원으로 당선되었다. 그 뒤 1848년 임시 의회 특사 역할을 맡았으며, 의회 해산 이후 작센알텐부르크 공국의 수상으로 선출되어 1849년까지 활동하였다. 1850년 에르푸르트 의회의 일원으로 합류했으며, 1874년 렘니츠에서 세상을 떠났다.
또한 생전 약 80종 이상의 언어를 연구했으며, 특히 그 중 중국티베트어족, 우랄알타이어족, 핀우그리아어파에 대해 많은 관심을 기울였다. 이외에 고트어로 작성된 울필라스의 성경을 라틴어로 번역하는 작업을 맡았으며, 고대 그리스어 풀이용 사전을 편찬하기도 했다.